# 每日新聞社
株式會社每日新聞社（日语：／ Kabushikigaisha Mainichi shinbunsha */?）是日本的報社，為日本三大報之一的《每日新聞》的發行單位。

## 沿革
1911年，經營《大阪每日新聞》（1888年創刊）的「株式會社大阪每日新聞社」併購經營《東京日日新聞》（1872年創刊）的「日報社」，但兩份報紙仍維持原有名稱。至1943年1月1日，為了配合日本政府在戰時管制言論自由的「新聞統制」政策，《大阪每日新聞》與《東京日日新聞》合併為《每日新聞》，大阪每日新聞社同時更名為「株式會社每日新聞社」，總部繼續設於大阪，主要編輯部門則集中設於東京。
1977年11月4日，因每日新聞社經營惡化，每日新聞社員工股東會、《每日新聞》主要販售店、下野新聞社、體育日本新聞東京本社、東京放送（今東京放送控股）、每日放送，加上三和銀行、三菱銀行等主要往來銀行，共同出資40億日圓在東京成立「每日新聞株式會社」（毎日新聞株式会社），以「新舊分離」的方式進行企業重整。次月1日，每日新聞社更名為「株式會社每日」（株式会社毎日），並將《每日新聞》的所有資產（包括發行權、員工、設備等）轉讓給每日新聞株式會社；每日新聞株式會社則繼承原公司的名稱，同步更名為「株式會社每日新聞社」。
1985年10月，株式會社每日清償債務告一段落後與每日新聞社合併，株式会社每日為消滅公司，每日新聞社為存續公司，商法上以東京本社為總部。
2011年4月1日，每日新聞社與其子公司「株式會社體育日本新聞社」（株式会社スポーツニッポン新聞社）以轉移股權的方式，共同成立控股公司「每日體日股權轉移株式會社」（毎日・スポニチ持株移行株式会社），之後在同年6月24日定名為「株式會社每日新聞報業控股集團」，每日新聞社與體育日本新聞社成為其全資子公司。
2015年4月1日，每日新聞社將出版事業部門分拆為獨立公司「每日新聞出版株式會社」。

## 營業據點
- 東京本社（公司登記地址）：東京都千代田區一橋一丁目1-1　PalaceSide大樓
  - 北海道分部：北海道札幌市中央區北四條西6丁目1　每日札幌會館
- 大阪本社：大阪府大阪市北區梅田三丁目4-5　每日新聞大樓
- 中部本社：愛知縣名古屋市中村區名驛（日语：名駅）四丁目7-1　中部地方廣場大廈
  - 名古屋本部：愛知縣名古屋市中區正木二丁目3-1　每日新聞名古屋中心
- 西部本社：福岡縣北九州市小倉北區紺屋町13-1　每日西部會館
  - 福岡本部：福岡縣福岡市中央區天神一丁目16-1　每日福岡會館

## 外部鏈結
- 每日新聞社 （页面存档备份，存于）（日語）
- 每日新聞電子報 （页面存档备份，存于）（日語）